# Župnija Ljubljana - Šmartno ob Savi
Župnija Ljubljana - Šmartno ob Savi je rimskokatoliška teritorialna župnija dekanije Ljubljana - Moste nadškofije Ljubljana.